# Архиерейский синод Сербской православной церкви
Свяще́нный Архиере́йский сино́д Се́рбской правосла́вной це́ркви (серб. Свети архијерејски синод Српске православне цркве) — коллективный орган управления Сербской православной церкви, которому принадлежит высшая исполнительная и судебная власть в делопроизводстве Сербской православной церкви.

## Состав
Председателем Синода является Патриарх; в состав Синода кроме него входят четыре архиерея, избираемые Архиерейским Собором Сербской православной Церкви. Мандат им дается на два года, и каждые два года избираются два новых члена. Кроме того с 2005 года избираются два члена-заместителя.

## Обязанности
- поддерживает догматическое и каноническое единство и постоянную связь с другими православными церквами;
- сохраняет и защищает чистоту учения православной церкви о вере и морали, борется с любым ложным учением, религиозными и моральными предрассудками, празноверием[уточнить] и вредными обычаями;
- заботится о распространении православной веры и управляет делами внутренней и внешней церковной миссии;
- заботится о сближении и объединении христианских церквей;
- оценивает, одобряет, поддерживает, и по своему усмотрению награждает учебники по богословским наукам, и книги духовно-нравственного содержания в целом;
- следит за жизнью и работой богословских и монашеских школ, заведений и институтов для сохранения и воспитания кандидатов на все церковные службы; выбирает наставников и воспитателей;
- обеспечивает усовершенствование церковной литературы; выбирает стипендиатов для изучения отдельных предметов и определяет премии для авторов;
- избирает главных редакторов и управляет официальными списком Сербской православной церкви и другими официальными изданиями;
- управляет делами о переводе и публикации Священного писания, деяний Святых Отцов и работ Вселенских и поместных церковных соборов;
- следит, чтобы таинство наиболее точные осуществлять и поддерживать благолепие, регулярность и единообразие в совершении церковного богослужения;
- оценивает и выдает богослужебные книги и их переводы;
- оценивает и одобряет создание икон для церквей и личного использования;
- выдаёт инструкции для постройки святых храмов и монастырей;
- дает инструкции для изготовления церковной утвари, одежды и других церковных потребностей;
- заботится о единообразии и совершенствовании церковного пения, устанавливает и контролирует певческие школы;
- заботится о сохранении мощей святых, икон и других священных предметов;
- заботится о церковных искусствах, церковных памятниках искусства, антиквариате и церковных музеях;
- даёт разъяснения по нормам в спорных вопросы о церковном браке, и защищает святость церковного брака;
- заботится о благотворительных и образовательных учреждениях.
- ведет надзор за работой архиереев;
- заботится о вдовствующих епархиях и назначает администраторов епархий;
- даёт звание архимандрита и наперсный крест протоиереям, основываясь на письменном ходатайстве епархиального архиерея;
- обращается к церковным фондам и фондам, управление которыми возложены на него;
- следит, чтобы отношения между церковью и государством и межконфессиональные отношения проводились в по закону и без ущерба для Православной Церкви;
- подготовка повестки дня и подготовка предложений для Святого Архиерейского Собора, и исполнение его решений;
- формирование экспертных комиссий для подготовки материалов как для своей работы, так и для Священного Архиерейского Собора;
- выбирает по согласованию с Патриархом чиновников и канцелярию для себя и Высшего церковного суда;
- предлагает на утверждение Святого Архиерейского Собора свои определения;
- обсуждает все конфликты по части компетенции священноначалия, если Уставом не оговорено иное;
- ведёт верховный контроль за работой духовенства, монашеских и мирянских братств и всех других объединений, которые работают на благо веры и православной Церкви;
- изучает доклад Высшего церковного суда и доводит его до Священного Архиерейского Собора с учётом высказанных мнений и предложений;
- представляет годовой отчёт о своей работе Святому Архиерейскому Собору;
- выносит окончательные решения о создании, слиянии и разделении монастырей;
- выполняет и все другие обязанности, согласно настоящему Уставу, которые ему (Синоду) Священный Архиерейский Собор особо поручил;
- судит в первой инстанции:
  - взаимные разногласия между архиереями;
  - канонические вины архиереев;
  - дисциплинарные служебные вины своих органов и выносит решения по поводу их разногласий;
- в последней инстанции дисциплинарные вины преподавательского состава духовных школ.

## Члены
Председатель
- Порфирий (Перич), Архиепископ Печский, Митрополит Белградско-Карловацкий, Патриарх Сербский

Члены
- Василий (Вадич), епископ Сремский
- Хризостом (Евич), епископ Зворницко-Тузланский
- Иоанн (Младенович), епископ Шумадийский
- Феодосий (Шибалич), епископ Рашско-Призренский

Члены-заместители
- Ириней (Булович), епископ Бачский
- Иоанникий (Мичович), епископ Будимлянско-Никишичский

Главный секретарь
- Савва Йович, протоиерей-ставрофор